# Superman II: Verze Richarda Donnera
Superman II: Verze Richarda Donnera (v anglickém originále Superman II: The Richard Donner Cut) je americko-britský dobrodružný film z roku 2006 režiséra Richarda Donnera. Jedná se o upravený režisérský sestřih snímku Superman 2 z roku 1980, který začal natáčet Donner a který byl, s pozměněným scénářem, dokončen Richardem Lesterem. Verze Richarda Donnera představuje na podkladě dochovaných natočených materiálů původní Donnerovu vizi. Snímek byl 28. listopadu 2006 vydán na DVD, HD DVD a BD.

## Příběh
Rázová vlna vzniklá explozí rakety, kterou Superman poslal do vesmíru (film Superman), vysvobodí tři zločince vedené generálem Zodem ze zničené planety Krypton, Supermanova rodiště. Ti se vydají na Zemi, kterou chtějí díky svým nadlidských schopnostem ovládnout. Právě tomu musí Superman zabránit. Mezitím se jako Clark Kent sbližuje i s kolegyní Lois Laneovou.

## Obsazení
- Gene Hackman jako Lex Luthor
- Christopher Reeve jako Clark Kent / Superman
- Marlon Brando jako Jor-El
- Ned Beatty jako Otis
- Jackie Cooper jako Perry White
- Sarah Douglas jako Ursa
- Margot Kidder jako Lois Laneová
- Jack O'Halloran jako Non
- Valerie Perrine jako Eve Teschmacherová
- Clifton James jako šerif
- E. G. Marshall jako prezident USA
- Marc McClure jako Jimmy Olsen
- Terence Stamp jako generál Zod

## Produkce
Druhý supermanovský film byl natáčen zároveň s prvním; hlavní natáčení bylo zahájeno v březnu 1977 v anglických Pinewood Studios. Souběžné filmování dvou snímků mělo trvat osm měsíců, nicméně režisér Richard Donner již záhy překročil rozpočet a také nedodržoval plán natáčení. Proto bylo v říjnu 1977 natáčení druhého dílu přerušeno (natočeno bylo zhruba 75 %) a Donner se začal věnovat dokončení prvního filmu, který nakonec měl premiéru v prosinci 1978. Díky jeho komerčnímu úspěchu se producenti v březnu 1979 rozhodli dokončit i sequel, avšak s jiným režisérem – nově se jím stal Richard Lester. Zároveň byl částečně upraven scénář, mnohé již natočené scény byly Lesterem přetočeny a některé úplně odstraněny.
Na začátku 21. století byly objeveny nepoužité ztracené záběry a střihač Michael Thau se pod dohledem Richarda Donnera a kreativního konzultanta Toma Mankiewicze (rovněž spolupracujícího na druhém filmu) pustil do práce na upraveném sestřihu podle Donnerova původního záměru a podle původní verze scénáře. V menší míře však byl využit i materiál natočený Richardem Lesterem a v jednom případě také záběry z rané kamerové zkoušky, neboť dotyčná klíčová scéna mezi Clarkem Kentem a Lois Laneovou nebyla Donnerem v roce 1977 natočena a ze scénáře pozdější Lesterovy kinoverze byla vyškrtnuta.

## Vydání
Světovou premiéru měla Verze Richarda Donnera 2. listopadu 2006, promítání v budově Directors Guild of America v Hollywoodu se zúčastnili i mnozí, kteří na vzniku tohoto filmu spolupracovali. Na DVD, HD DVD a BD byl film vydán 28. listopadu téhož roku.